# Abu-l-Abbàs as-Siqil·lí
Abu-l-Abbàs as-Siqil·lí (en àrab Abū-l-'Abbās al-Siqillī) fou un general almohade d'origen sicilià enviat el 1185 a les Illes Orientals de l'Àndalus, que era el nom que rebien les Illes Balears en aquell moment, per a governar-les per sobre de l'emir local, Muhàmmad ibn Ishaq ibn Ghàniya.
El 1186 la manca d'autoritat de l'emir per les seves imposicions havia posat a tota la població en contra dels almohades i quan va desembarcar el germà de l'emir deposat, Abd-Al·lah ibn Ishaq ibn Ghàniya, els nobles i el poble se li van unir i va poder prendre el poder a Mallorca. Ibn Nayya, a Menorca, es va declarar a favor seu i Abu-l-Abbàs es va refugiar a Eivissa, illa que va conservar junt amb Formentera. L'any següent va fer una expedició a Menorca i va recuperar aquesta illa (vers 1188).